# Târșoreni
Târșoreni – wieś w Rumunii, w okręgu Prahova, w gminie Ștefești. W 2011 roku liczyła 134 mieszkańców.